# Agarwalomyces indicus
Agarwalomyces indicus är en svampart som beskrevs av R.K. Verma & Kamal 1987. Agarwalomyces indicus ingår i släktet Agarwalomyces, divisionen sporsäcksvampar och riket svampar.   Inga underarter finns listade i Catalogue of Life.